# Плещеев, Борис Алферович
Бори́с Алфе́рович Плеще́ев — голова сторожевого полка.

## Биография
Сын Елевферия, а по другим родословным книгам, Андрея Воропаевича.
В 1550 году — боярский сын князя Владимира Андреевича Старицкого, на его свадьбе с Евдокией Александровной Нагой он нёс в церковь каравай.
В 1558—1559 годах, во время Ливонского похода, был головой сначала в большом, а затем в сторожевом полку. В 1564 году он участвовал в ручной записи бояр, которые ручались за Ивана Васильевича Шереметева: в случае побега Шереметева и несостоятельности поручителей уплатить в государеву казну 10 тысяч рублей, Плещеев должен был уплатить 100 рублей.
В 1565 году он был помещиком Шелонской пятины и участвовал в поручной записи за боярина Ивана Петровича Яковлева о невыезде его из Русского царства и подписался под ней собственноручно. На долю Плещеева падала уплата 60 рублей. В следующем году он участвовал в работе Земского Собора о продолжении войны России с Польшей и подписался в первой статье дворян и детей боярских. 